# Logania massalia
Logania massalia är en fjärilsart som beskrevs av William Doherty 1891. Logania massalia ingår i släktet Logania och familjen juvelvingar. Inga underarter finns listade i Catalogue of Life.